# Maddy Grant
Pour les articles homonymes, voir Grant.
Pas d'image ? Cliquez ici

a Compétitions nationales et continentales officielles uniquement.

b Matchs officiels uniquement.
Maddy Grant, née le 12 mars 2001 à Cornwall (Canada), est une joueuse internationale canadienne de rugby à XV et internationale canadienne de rugby à sept évoluant aux postes d'ailier, d'arrière ou de troisième ligne aile. Elle joue en Angleterre aux Exeter Chiefs.

## Biographie
Madison Grant naît le 12 mars 2001 à Cornwall en Ontario.
En 2022, elle joue pour les Gee-Gees de l'Université d'Ottawa. Elle n'a encore aucune sélection en équipe du Canada quand elle est retenue en septembre 2022 pour disputer la Coupe du monde en Nouvelle-Zélande. Elle dispute notamment la petite finale contre la France.
Au mois de juillet 2023, elle est sélectionnée pour la Pacific Four Series. À l'automne, elle participe également au WXV.
Au printemps 2024, elle remporte la Pacific Four Series. Elle manque le WXV sur blessure. Au mois de décembre, elle rejoint le Championnat d'Angleterre et les Harlequins, où elle pallie l'absence de sa compatriote Sara Svoboda, blessée. Au terme de la saison, elle rejoint les Exeter Chiefs, qui souhaitent la faire jouer à l'arrière.

## Palmarès
- Vainqueur de la Pacific Four Series en 2024.